# Lodie Britz
Pour les articles homonymes, voir Britz.
Pas d'image ? Cliquez ici

a Compétitions nationales et continentales officielles uniquement.

Dernière mise à jour le 12 août 2019.
Johannes Lodewikus "Lodie" Britz, né le 23 septembre 1980, est un joueur de rugby à XV sud-africain qui évolue au poste de deuxième ligne ou de troisième ligne aile (1,96 m pour 103 kg). Il est le frère cadet de Gerrie Britz, ancien joueur de l'USA Perpignan.

## Carrière
- 2005-2006 : Blue Bulls (Currie Cup)  Afrique du Sud
- 2006-2008 : Griqualand West Griquas (Currie Cup)  Afrique du Sud
- 2008-2009 : Rugby Rovigo  Italie
- 2009-2013 : Stade montois  France